# Little Fury Things
Little Fury Things è un extended play dei Dinosaur Jr. pubblicato negli USA nel 1987.

## Descrizione
La copertina è opera di Mike Mascis. Venne ristampato nel 1988 e poi, nel formato da 10" a 45 giri, nel 1990 e nel 1991.

## Tracce
1. Little Fury Things – 3:06 (J Mascis)
2. In a Jar – 3:28 (J Mascis)
3. Show Me the Way – 3:45 (Peter Frampton)

## Musicisti
- Lou Barlow: basso, ukulele, voce
- Murph: batteria
- J Mascis: chitarra, voce, percussioni